# Eutanasia in Italia
Come in molte parti del mondo, l'eutanasia in Italia è oggetto di vivo dibattito e al centro di accese controversie in ambito morale, religioso, legislativo, scientifico, filosofico, politico ed etico.

## Legislazione italiana
L'eutanasia attiva può essere considerata una fattispecie dei reati di omicidio del consenziente e istigazione o aiuto al suicidio, regolati rispettivamente dagli articoli 579 e 580 del codice penale italiano.
D'altro canto, la sospensione delle cure – intesa come eutanasia passiva – è disciplinata dalla legge n. 219 del 2017, la quale, fra le altre disposizioni, vieta il cosiddetto accanimento terapeutico «nei casi di paziente con prognosi infausta a breve termine o di imminenza di morte». Inoltre, alcuni casi giudiziari si sono conclusi col proscioglimento del medico che ha sospeso le cure del paziente (come avvenne per Mario Riccio nel caso di Piergiorgio Welby) in base all'articolo 32 della Costituzione italiana, che recita «Nessuno può essere obbligato a un determinato trattamento sanitario se non per disposizione di legge».

## Iniziative politiche
La prima proposta di legge sull'eutanasia fu presentata in Parlamento nel 1984. Il testo, avente come primo firmatario il deputato socialista Loris Fortuna, proponeva la legalizzazione dell'eutanasia passiva, ovvero la possibilità di rifiutare il cosiddetto accanimento terapeutico.
Nonostante alcuni casi celebri avessero dato, a cavallo tra gli anni '90 e 2000, ampia risonanza mediatica al tema dell'eutanasia, fu solo a partire dal marzo 2016 che nel Parlamento italiano venne riproposto il dibattito sulle "Norme in materia di eutanasia".
Il confronto parlamentare verteva attorno alla proposta di legge di iniziativa popolare "Rifiuto di trattamenti sanitari e liceità dell'eutanasia".
Per la proposta, presentata nel 2013 dai radicali a seguito della campagna "Eutanasia Legale" promossa dall'Associazione Luca Coscioni, erano state raccolte più di 60 000 firme.
In seguito, le commissioni Giustizia e Affari sociali della Camera inclusero il documento in una proposta di testo unificato, dal titolo "Disposizioni in materia di morte volontaria medicalmente assistita", assieme ad altri progetti di legge presentati fra il 2019 e il 2021. Il testo, entrato in discussione il 13 dicembre 2021, non prevede più la legalizzazione dell'eutanasia attiva.
Nel 2015 è stato inoltre fondato un intergruppo parlamentare per la legalizzazione dell'eutanasia e del testamento biologico. Durante la XVIII legislatura, sono 72 i parlamentari (8% del totale) aderenti all'intergruppo, fra cui 52 deputati e 20 senatori.
Intanto, il 21 aprile 2021 fu annunciata sulla Gazzetta Ufficiale della Repubblica Italiana la richiesta di referendum abrogativo per l'abolizione parziale del reato di omicidio del consenziente da parte del "Comitato promotore referendum eutanasia legale". Il 15 febbraio 2022 il quesito referendario, che nel corso dell'estate 2021 aveva ottenuto 1 239 423 firme, è stato dichiarato inammissibile dalla Corte costituzionale.

## Dibattito

### Posizioni politiche

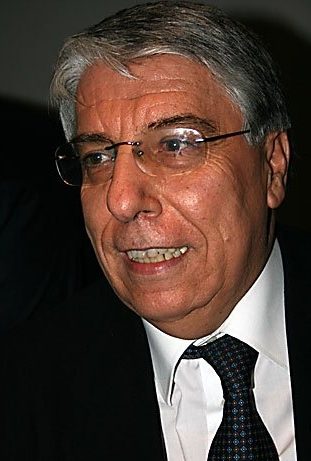
L'allora ministro Carlo Giovanardi

Nel marzo 2006 l'allora ministro italiano dei Rapporti con il Parlamento Carlo Giovanardi dichiarò: «…la legislazione nazista e le idee di Hitler in Europa stanno riemergendo, per esempio in Olanda, attraverso l'eutanasia e il dibattito su come si possono uccidere i bambini affetti da patologie». La dichiarazione diede luogo a un contenzioso diplomatico, a seguito del quale l'ambasciatore italiano nei Paesi Bassi fu formalmente convocato dal governo dell'Aja per dare spiegazioni. Il ministro in seguito chiarì di aver parlato a titolo personale e non a nome del governo; vari esponenti della sua coalizione hanno comunque difeso il suo pronunciamento. La dichiarazione di Giovanardi fu, altresì, oggetto di pesanti critiche, tra cui quelle di Daniele Capezzone, allora segretario dei Radicali Italiani, che chiese formalmente le dimissioni del ministro, e quelle di 46 europarlamentari, che ne chiesero le dimissioni dal parlamento europeo.
Il 22 settembre 2006 Piergiorgio Welby (copresidente dell'Associazione Luca Coscioni, che si batte per il diritto dei malati a decidere della propria sorte, nonché per la libertà di ricerca scientifica), affetto da distrofia muscolare, in una lettera aperta al presidente della Repubblica chiese il riconoscimento del diritto all'eutanasia. Napolitano rispose auspicando un confronto politico sull'argomento.
Più in generale si manifestarono, in Parlamento, tre aree trasversali agli schieramenti politici, a sostegno di tre distinte posizioni sul tema:
- Un'area contraria, comprendente gran parte del centro-destra, che oggi forma, in maggioranza, il partito Il Popolo della Libertà (come AN e anche l'UDC, legata alla cultura cattolica), frange di Forza Italia, della Lega Nord, i cattolici del centro-sinistra (I Popolari UDEUR e La Margherita). Quest'area affrontò la questione dell'eutanasia aderendo ai principi morali (o religiosi) ai quali si ispirava. Anche gran parte dei movimenti di destra si disse contraria.
- Un'area "possibilista", costituita in gran parte dagli ex Democratici di Sinistra, la quale si trovò nell'esigenza di dare risposte alla base laica del suo elettorato e al contempo convivere nella coalizione di governo con gli altri partiti. In particolare si deve ricordare che il Partito Democratico era formato da DS e da Margherita, di ispirazione cattolica (tale unione si era realizzata nel 2007). La posizione di quest'area (tranne sporadiche eccezioni) fu quella di procedere per gradi e affrontare per primi temi meno controversi, come il testamento biologico. Il dibattito sull'eutanasia, pur non escluso a priori, venne rimandato a un momento di minore conflittualità ideologica sulla materia. Anche alcuni esponenti della Lega Nord manifestarono una posizione simile.
- Un'area favorevole, che comprendeva il gruppo Rosa nel Pugno (cioè gli attuali socialisti, i Radicali Italiani), la Sinistra radicale (Partito dei Comunisti Italiani, Partito della Rifondazione Comunista e Verdi) e anche esponenti di altri schieramenti: liberali della coalizione di centro-sinistra ma anche di destra (Riformatori Liberali), repubblicani della coalizione di centro-destra (es. Antonio Del Pennino), laici dentro Forza Italia (es. l'ex socialista Chiara Moroni). Tale area caldeggiò un dibattito sul tema e l'allineamento dell'Italia alle legislazioni europee più favorevoli all'eutanasia, segnatamente quella dei Paesi Bassi.

La battaglia delle associazioni che si batterono per una regolamentazione dell'eutanasia in senso non restrittivo si interessò, oltre che - ovviamente - sulla richiesta della sua legalizzazione, anche della liceità e del valore legale della sottoscrizione, da parte di chiunque, di cosiddette "dichiarazioni" (o "direttive") "anticipate" qualora questi, in futuro, si venisse a trovare nell'impossibilità di esprimersi in merito alle cure alle quali farsi sottoporre.

### Comitato nazionale per la bioetica
Il Comitato nazionale per la bioetica (CNB) ha discusso ed effettuato ricerche su varie problematiche legate all'eutanasia e al rispetto delle volontà del malato. Fra i documenti del CNB più attinenti alla tematica del trattamento di quelle fasi in cui il malato non può esprimere volontà si citano:
- le Dichiarazioni anticipate di trattamento (talora anche chiamate Direttive anticipate).[25] Tale documento tratta la natura delle cosiddette "dichiarazioni anticipate": vi si affrontano aspetti tecnico-legali quali la validità delle stesse, la vincolatività - se cioè debbano essere considerate obbligatorie od orientative - l'efficacia delle direttive anche a distanza di anni tra la loro stesura e l'eventuale attuazione di quanto in esse disposto, l'opportunità per il dichiarante di nominare anche un fiduciario che garantisca per l'attuazione delle direttive anticipate.
- L'alimentazione e l'idratazione dei pazienti in stato vegetativo persistente-[25] In questo documento (composto poco dopo la morte di Terri Schiavo), si descrive la PEG (alimentazione e idratazione con sondino) come non assimilabile al caso di accanimento terapeutico. Si specifica che la relazione fu votata a maggioranza (2/3) con 18 favorevoli, 8 contrari, un astenuto a cui si aggiunsero altri 3 favorevoli al momento assenti.

Infine, l'eutanasia è materia d'insegnamento nei corsi di bioetica clinica, nella branca della bioetica; a partire dal (2005) sono in attivazione corsi al riguardo in tutte le facoltà di medicina italiane. Essi prevedono programmi con insegnamenti di etica allo scopo di formare degli operatori in grado di dibattere il problema con cognizione di causa.

## Sondaggi e inchieste
Sondaggi Eurispes dal 2015 al 2021 (Italia):
| Legalizzazione dell’eutanasia | 2015  | 2016  | 2019  | 2020  | 2021  |
| ----------------------------- | ----- | ----- | ----- | ----- | ----- |
| Legalizzazione dell’eutanasia | 55,2% | 59,9% | 73,4% | 75,2% | 70,4% |

In Italia, all'indomani della vicenda di cronaca in cui il trentanovenne Fabiano Antoniani ha ottenuto l'eutanasia poiché rimasto tetraplegico e cieco a causa di un incidente stradale, la maggior parte delle persone si dice a favore dell'eutanasia:
| Anni:                    | '97 | '98 | '99 | '00 | '02 | '03 | '04 | '05 | '07 | '09 | '10 | '11 | '12 | '13 | '14 | '15 | '16 | '19 |
| ------------------------ | --- | --- | --- | --- | --- | --- | --- | --- | --- | --- | --- | --- | --- | --- | --- | --- | --- | --- |
| Si                       | 50  | 48  | 42  | 55  | 49  | 55  | 52  | 47  | 54  | 42  | 40  | 39  | 40  | 37  | 37  | 42  | 42  | 56  |
| Dipende dalle condizioni | 8   | 8   | 15  | 7   | 15  | 9   | 14  | 25  | 17  | 44  | 43  | 47  | 46  | 49  | 50  | 48  | 46  | 37  |
| No                       | 42  | 44  | 43  | 38  | 36  | 36  | 34  | 28  | 19  | 14  | 17  | 14  | 14  | 14  | 13  | 10  | 12  | 7   |

Da un sondaggio dell'aprile 2006, pubblicato anche su Torino medica, l'organo ufficiale dell'Ordine provinciale dei Medici Chirurghi e degli Odontoiatri della Provincia di Torino, e avente come target infermieri (in maggioranza tra i 30 e i 40 anni, impiegati in reparti di terapia intensiva, lungodegenza e chirurgia), è emerso che:
- il 74% degli infermieri interpellati è favorevole alla "dolce morte" passiva
  - di cui l'83% anche a quella attiva
- il 44% ha avuto diverse esperienze di pazienti che hanno chiesto espressamente e ripetutamente di morire perché venisse posto fine alle loro sofferenze atroci e senza speranza.
- il 76% invoca il testamento biologico;
- l'8% si dichiara disposto a praticare l'eutanasia anche illegalmente, senza richiesta esplicita del paziente
- il 37% si dice disposto ad aiutare i pazienti a mettere fine a un calvario, anche ricorrendo al suicidio assistito.
- il 76% degli infermieri credenti è favorevole all'eutanasia volontaria.

I risultati del sondaggio torinese confermano quelli emersi da un'indagine del Centro di Bioetica dell'Università cattolica di Milano, e di altri sondaggi:
- il 4% dei rianimatori interpellati ha ammesso di praticare l'"iniezione letale" (illegalmente, sulla base di quello che dice loro la coscienza).
- Il 92% degli italiani interpellati ritiene che sia necessario superare l'attuale normativa repressiva;
- il restante 8% si dice contrario all'eutanasia.

Al riguardo, bisogna dire che vi sono differenze di posizione anche in seno ai favorevoli all'eutanasia: vi è infatti chi ne propone la legalizzazione, altri che invece parlano di depenalizzazione. Cinzia Caporale, del Comitato Nazionale di Bioetica e fautrice della depenalizzazione, commentando i risultati dei sondaggi, lamentò il fatto che i medici considerino più importante la legalizzazione - con conseguente regolamentazione - dell'eutanasia piuttosto che la sua depenalizzazione, a motivo del fatto che la legalizzazione darebbe loro una protezione legale, lasciandoli invece esposti in caso di semplice depenalizzazione, laddove essi avrebbero potere discrezionale. In definitiva, secondo Cinzia Caporale, la legalizzazione sarebbe più un paravento per i medici che un aiuto per i malati. Questa riflessione sul caso specifico si spiega meglio chiarendo la posizione più ampia della Caporale in merito alla dicotomia diritto-morale.
Da un sondaggio promosso dal quotidiano la Repubblica e condotto dalla rivista MicroMega emerse che 64% degli intervistati si dichiarò favorevole all'interruzione delle cure mediche per Piergiorgio Welby, come da lui richiesto, contro il 20% contrari. Anche il 50% dei cattolici praticanti risultò favorevole all'eutanasia, in netta controtendenza rispetto a quanto previsto dal magistero cattolico..
Tra il 24 settembre e il 9 ottobre 2012 l'azienda svizzera Isopublic ha condotto un sondaggio on line per vagliare il consenso ad eutanasia, dichiarazione anticipata di trattamento, assistenza medica e legiferazione in merito alle politiche di fine vita. Dalla ricerca è emerso come la maggioranza degli europei sia favorevole all'autodeterminazione e, in caso di malattia incurabile, di una grave invalidità oppure di dolori non dominabili, prenderebbe in considerazione l'idea di ricorrere all'eutanasia. La maggioranza degli intervistati si è inoltre detta favorevole alla depenalizzazione dell'attività di assistenza professionale nel campo del fine vita.

## Casi celebri

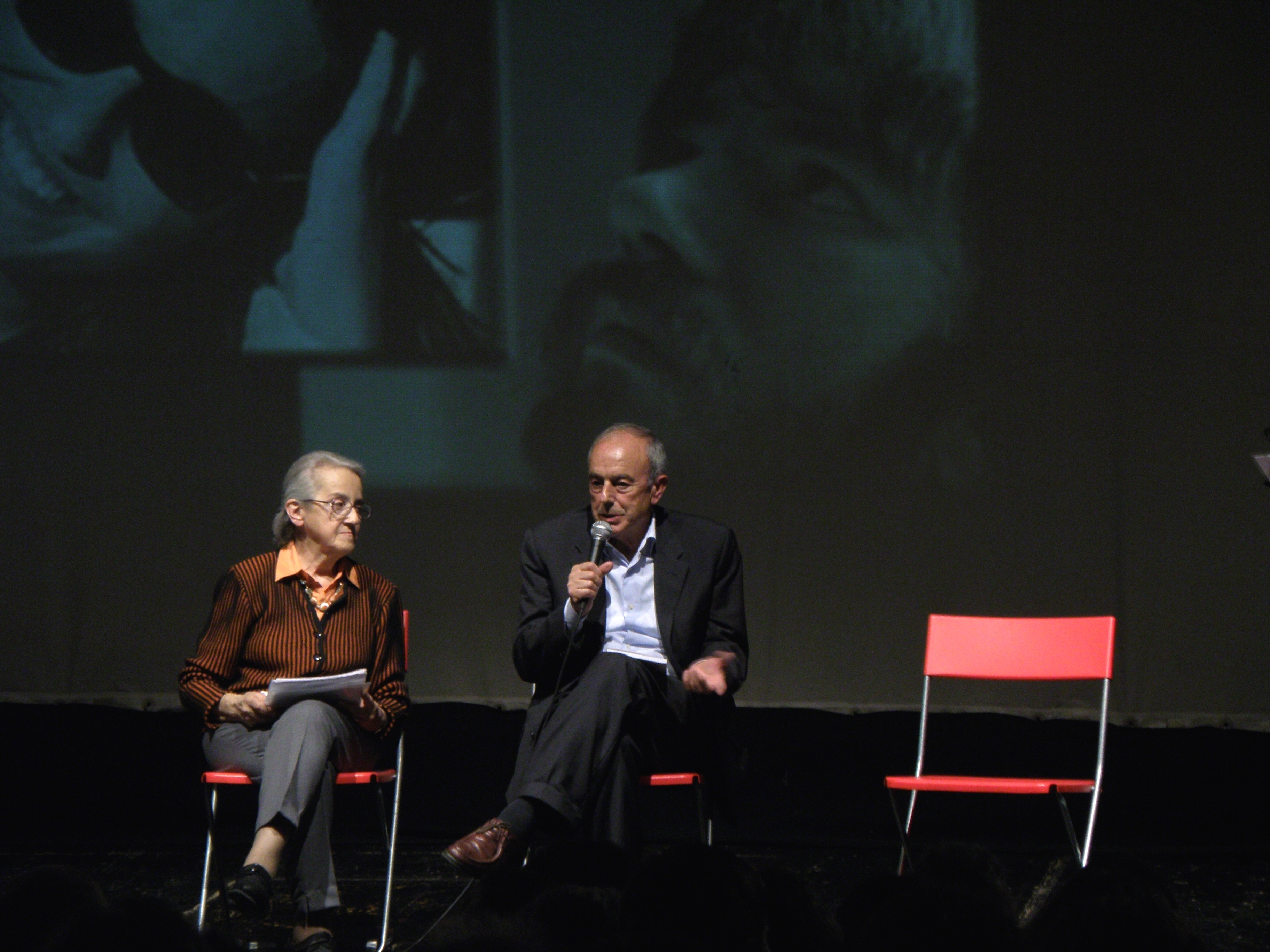
Mina Welby (moglie di Piergiorgio Welby) e Beppino Englaro (padre di Eluana Englaro), nel 2011

### Elena Moroni
Uno dei casi che senza dubbio fece più scalpore in Italia fu quello di un ingegnere di Monza, Ezio Forzatti, che il 21 giugno 1998 si introdusse nel reparto di terapia intensiva dove la moglie Elena Moroni, di 46 anni, si trovava ricoverata in coma irreversibile a seguito di un edema cerebrale. Egli aveva con sé una pistola scarica, che usò per minacciare il personale di servizio e tenerlo a distanza mentre staccava il respiratore che teneva in vita la moglie e, una volta accertatane la morte, si lasciò arrestare dagli agenti di polizia nel frattempo sopraggiunti.
Processato, Forzatti fu condannato nel giugno 2000 dalla corte d'assise di Monza a sei anni e sei mesi di reclusione. La richiesta del pubblico ministero era di 9 anni di reclusione, ma la corte riconobbe a Forzatti l'attenuante della seminfermità mentale. Al termine del successivo processo d'appello (aprile 2002), tenutosi a Milano, Forzatti fu ritenuto completamente in grado di intendere e di volere, e assolto perché il fatto non sussisteva. Tra le motivazioni della sentenza, decisiva fu quella secondo la quale i giudici considerarono la donna clinicamente morta al momento del distacco del respiratore. La sentenza d'assoluzione fu salutata positivamente da molti e, di converso, suscitò prevedibili polemiche da parte degli oppositori dell'eutanasia.

### Eluana Englaro
Molto dibattuto in Italia, per le implicazioni etiche e politiche che ha avuto, anche in relazione al dibattito sull'eutanasia e sul testamento biologico, è stato il caso di Eluana Englaro, una giovane donna di Lecco che, dopo un grave incidente stradale avvenuto nel 1992, è rimasta in stato vegetativo persistente fino alla sua morte nel febbraio del 2009. A seguito della richiesta del padre della donna di sospendere ogni terapia, e dopo una lunga vicenda giudiziaria, un decreto della Corte di Appello di Milano, confermato in Cassazione, ha stabilito l'interruzione del trattamento di sostegno vitale artificiale realizzato mediante alimentazione e idratazione e ha impartito delle disposizioni accessorie circa il protocollo da seguire nell'attuazione dell'interruzione del trattamento. Tra queste, oltre la sospensione dell'erogazione di presidi medici collaterali, anche la somministrazione di sedativi e antiepilettici.
Prima e dopo la morte della donna, avvenuta nella clinica di Udine nella quale era ricoverata per dare attuazione alla sentenza il 9 febbraio 2009, la vicenda ha colpito fortemente l'opinione pubblica, spaccata in due, anche con roventi polemiche e strascichi politici. La polemica ha riguardato, oltre alle questioni etiche, scientifiche, giuridiche e politiche, anche le modalità che hanno condotto alla morte di Englaro per le quali si è parlato di eutanasia in relazione al prescritto utilizzo di sedativi.

### Giovanni Nuvoli
Giovanni Nuvoli, ammalato di sclerosi laterale amiotrofica e ormai completamente paralizzato, chiese più volte ai medici che gli staccassero il respiratore artificiale che lo manteneva in vita. Il medico anestesista Tommaso Ciacca, che il 10 luglio 2007 stava per eseguire le sue volontà, fu bloccato dall'intervento dei carabinieri di Alghero e della procura di Sassari. A seguito di ciò, il 16 luglio 2007 Giovanni Nuvoli iniziò uno sciopero della sete e della fame che lo portò alla morte il 23 luglio 2007.

### Piergiorgio Welby
Il dibattito sull'eutanasia si è riproposto, alla fine del 2006, quando il citato Piergiorgio Welby ha chiesto che gli venisse staccato il respiratore che lo teneva in vita. Welby è morto il 20 dicembre 2006 per insufficienza respiratoria sopravvenuta a seguito del distacco del respiratore a opera del medico anestesista Mario Riccio, di Cremona. Questi, in una conferenza stampa tenutasi il giorno dopo, ha confermato le circostanze della morte di Welby e si è autodenunciato. La Procura della Repubblica presso il tribunale di Roma ha avviato un'indagine sul medico. Nel frattempo, il 1º febbraio 2007 l'Ordine dei medici di Cremona ha stabilito che la condotta tenuta da Riccio è stata corretta e non è meritevole di alcuna sanzione sebbene, anche in questa occasione, la notizia non abbia mancato di suscitare polemiche. Il 23 luglio 2007 il GUP di Roma, Zaira Secchi, ha definitivamente prosciolto il medico ordinando il non luogo a procedere perché il fatto non costituisce reato.
Secondo alcune posizioni, espresse soprattutto nella Chiesa cattolica, in questo caso, si sarebbe impropriamente tirato in ballo l'argomento "eutanasia", in quanto la questione riguardava solamente se fosse fondata la richiesta di Welby di sospendere qualsiasi terapia che lo tenesse in vita, incluso il distacco dal respiratore artificiale, cosa che lui, immobilizzato per via della distrofia muscolare, non poteva fare. Come per il caso Englaro, il ricorso era motivato dalla lettera del citato articolo 32 Cost.